# Лісова пісня (балет)
«Лісова пісня» — балет на 3 дії українського композитора Михайла Скорульського, створений у 1936 році. Лібрето Наталії Скорульської за мотивами однойменної драми-феєрії Лесі Українки.

## Лібрето
Лібрето до балету було написане дочкою композитора — Наталією Скорульською. В той час вона була балериною Київської опери, зго́дом стала балетмейстеркою. Автори балету намагались якнайточніше передати зміст драми-феєрії, відтворити в музиці та хореографії емоційний колорит, зберегти головні образи та сюжетні ситуації, логіку та послідовність драматичного розвитку, в якому реальне переплітається з казковим. Проте літературний твір було неможливо «перекласти» на мову балету без відповідного пристосування до законів балетного жанру. Через це в лібрето було скорочено деякі епізоди з літературної першооснови, інші навпаки — були розширені, додано нові сцени, наприклад, сцену весілля Лукаша з Килиною.

## Стислий зміст[1]

### Дія перша
Ледь затріпотіли листочки на деревах, як на лісову галявину грайливо і нестримно вибіг Той, що греблі рве — співучий весняний струмок — і закружляв з дочкою Водяника, благаючи її втекти з ним. Але сердитий батько на сторожі, він проганяє спокусника, а неслухняну русалоньку забирає на дно. У ліс приходить дядько Лев з Лукашем. Заграв Лукаш на сопілці, озвалися гомінкі лісові голоси, прокинулась від зимового сну лісова дівчина Мавка. Вона зненацька виростає перед юнаком у ту мить, коли він хоче зрубати білокору берізку, і зачаровує його..Коли пустотлива Русалка і Куць — лісовий чортик — заманюють Лукаша в болото, Мавка рятує юнака. Лісова дівчина сповнена досі незнаними їй почуттями:

### Дія друга
На лісовій галявині Лукаш побудував собі хату. Та не до душі Лукашевій матері ніжна й тендітна Мавка. Стара привела із села молоду вдовицю Килину, в якої робота аж кипить у руках. Марно намагаються лісові друзі допомогти Мавці забути Лукаша. А Той, що в скелі сидить простягає до дівчини свої пожадливі руки.
Але Мавка не підкоряється. Підбігла Мавка до Лукаша, глянула благально в очі, але він відштовхнув її. В розпачі кинулася Мавка в обійми страховища, і навічно зімкнулися над нею важкі брили скелі.
У селі святкують весілля Килини та Лукаша. Та нараз перед очима Лукаша з'являється сумний образ Мавки, і його охоплює жах від своєї зради. Покинувши Килину і гостей, він тікає до лісу.

### Дія третя
Лісові мешканці мстять Лукашеві за зраду, і він втрачає розум. Чудодійною силою свого почуття Мавка розбиває скелю і приходить до коханого. Угледівши Мавку, Лукаш схиляється до її ніг, але сором за зраду жене його геть. Килина проклинає суперницю, і Мавка обертається на вербу. Син Килини вирізує з верби сопілку і просить Лукаша заграти йому. Полились чарівні звуки, в яких ожив голос коханої. Розгнівана Килина примушує Лукаша зрубати вербу, але сокира випадає з його рук. Килина сама замахується на деревце. Затріпотіли листочки, похилились довгі віти, але вилетів Перелесник, обійняв вербу і вона, спалахнувши ясним полум'ям, підпалює хату. Килина з матір'ю тікають, а Лукаш, забувши все на світі, грає на сопілці пісню втраченого кохання. Мавка, як чарівна мрія, з'являється перед Лукашем. І наче знову розквітає їхнє кохання. Душа Мавки промовляє до Лукаша. Сніг поволі засипає Лукаша.

## Музика
Музика до балету характеризується емоційною наповненістю, соковитими оркестровими барвами. Прониклива мелодійність, ліризм, романтична окриленість — домінуючі риси балету. Значне місце посідають народно-пісенні мотиви, особливо з музичного фольклору Волині. Центральне місце посідає втілення глибоких переживань Мавки та Лукаша, їхніх почуттів і настроїв. Головній темі підпорядковані казково-фантастичні моменти, музичні картини природи, дивертисментні епізоди.

## Постановки
Після написання у 1936 році балет було прийнято до постановки Київським театром опери і балету, проте Друга світова війна завадила закінченню робіт. Прем'єра відбулась лише у лютому 1946 під час святкування 75-річчя від дня народження Лесі Українки. Постановку вистави здійснили балетмейстер Сергій Сергєєв, диригент Борис Чистяков, художник Олександр Хвостенко-Хвостов. Першими виконавцями партій Лукаша та Мавки стали Олександр Бердовський і Антоніна Васильєва. Постановка в хореографічному плані поєднувала елементи класичного і українського народного танців, реалістичних і фантастичних образів.
У1958 році була здійснена нова постановка балету Вахтангом Вронським за участі заслуженої артистки Наталії Скорульської. Сценографія Анатолія Волненка.
У Київському театрі опери і балету ім. Т. Г. Шевченка постановка Вахтанга Вронського і Анатолія Волненка поновлювалася тричі:
- у 1972 р. (поновлення Наталії Скорульської);
- у 1986 р. (поновлення народного артиста УРСР Валерія Ковтуна);
- у 1991 р. (балетмейстер поновлення Віктор Литвинов, художник поновлення Марія Левицька, художник поновлення костюмів Наталя Кучеря, музичний керівник вистави Анатолій Кожухар, диригент Аллін Власенко). Останнє поновлення було приурочене до 120-річчя від дня народження Лесі Українки. Воно відбулося завдяки японській телекомпанії «Ен Ейч Кей», яка знімала серіал про балетне мистецтво народів світу, і в рамках проекту побажала відновити саме цей твір української хореографії, щоб включити його в свою відео антологію.[3]

## Цікаві факти
- Балет увійшов до золотого фонду української музичної культури. Провідні партії у ньому виконали найкращі українські танцівники: Євгенія Єршова, Олена Потапова, Алла Гавриленко, Іраїда Лукашова, Тетяна Таякіна, Раїса Хилько, Людмила Сморгачова, Микола Апухтін, Анатолій Бєлов, Геннадій Баукін, Федір Баклан, Роберт Клявін, Веанір Круглов, Валерій Ковтун, Сергій Лукін, Валерій Парсєгов, Микола Прядченко та інші.[3]
- 25 лютого 2021 року 150-річчя від дня народження Лесі Українки колектив Національної опери України відзначив виставою «Лісова пісня». Ролі виконували: Мавка — заслужена артистка України Тетяна Льозова, Лукаш — Ярослав Ткачук, Перелесник — Віталій Нетруненко, Килина — Ксенія Новікова, Куць — Максим Білокриницький, Русалка водяна - Ольга Скрипченко, Русалка польова — Анастасія Шевченко, Той, що греблі рве — Владислав Ромащенко, Мати Лукаша — Людмила Мельник, Дядько Лев — заслужений працівник культури України Сергій Скузь, Водяник — Микита Соколов, Лісовик — Максим Бернадський.

## Корисні посилання
- Запис вистави «Лісова пісня» Київського національного академічного театру опериі балету імені Тараса Шевченка 13.03.1991 (Мавка- Анна Кушнерева, Лукаш — Костянтин Костюків. Диригент — Аллін Власенко).
- Запис вистави «Лісова пісня» Національної опери України 17.10.2019 (Мавка — Катерина Кухар, Лукаш — Олександр Стоянов, Перелесник — Еріс Нежа, Килина — Олена Філіп'єва, Куць - Віталій Нетруненко, Русалка Водяна — Ана Софія Шеллер, Русалка Польова — Петра Конті, Той, що греблі рве — Микола Городиський, Мати Лукаша — Людмила Мельник, Дядько Лев — Сергій Скузь, Водяник — Микита Соколов, Лісовик — Максим Бернадський, Парубок — Владислав Ромащенко, Той, що в скелі — Володимир Чуприн. Диригент — Аллін Власенко). [Архівовано 12 грудня 2021 у Wayback Machine.]